# Lasiurus ebenus
Lasiurus ebenus é uma espécie de morcego da família Vespertilionidae. Endêmica do Brasil, onde é registrada apenas na Ilha do Cardoso e no Parque Estadual Carlos Botelho, ambas localidades no Estado de São Paulo.